# Vergadering van de Unie van de Comoren
De Vergadering van de Unie van de Comoren (Frans: Assemblée de l'Union des Comores, Arabisch: جمعية اتحاد جزر القمر, Jameiat Aitihad Juzur Alqamar) is het eenkamerparlement van de Comoren. De Vergadering bestaat uit 33 leden die voor een periode van vijf jaar worden gekozen. Vanaf de toekenning van de autonomie in 1961 (gevolgd door onafhankelijkheid in 1975) heeft het parlement van de Comoren verschillende benamingen gehad:
- Kamer van Afgevaardigden (1961-1973);
- Grondwetgevende Vergadering (Constituante) (1973-1977)
- Nationale Vergadering (1977-2004)
- Vergadering van de Unie van de Comoren (2004-)

De eilanden van de Comoren kennen een grote mate van zelfbestuur en elk van hen heeft een eigen Vergadering (Assemblée) als volksvertegenwoordiging.

## Zetelverdeling

Zetelverdeling na de verkiezingen van 2020